# Global Ecovillage Network
 (mai 2023).
Si vous disposez d'ouvrages ou d'articles de référence ou si vous connaissez des sites web de qualité traitant du thème abordé ici, merci de compléter l'article en donnant les références utiles à sa vérifiabilité et en les liant à la section « Notes et références ».
Le Global Ecovillage Network (GEN, "réseau mondial des écovillages") est une association mondiale de communautés (écovillages) dédiées à la vie « durable » en restaurant la terre et en donnant plus à l'environnement que ce qui est pris. Les membres du réseau partagent des idées et des informations, transfèrent des technologies et développent des échanges culturels et éducatifs.

## Histoire
Les Danois Hildur et Ross Jackson ont créé le Gaia Trust, une fondation caritative, en 1987. Gaia a financé une étude de Robert Gilman et Diane Gilman sur les communautés durables dans le monde. Le rapport, Ecovillages and Sustainable Communities, a été publié en 1991. Le rapport a révélé que bien qu'il y ait eu de nombreux projets intéressants d'écovillages, l'écovillage idéal à grande échelle n'existait pas encore. Collectivement, cependant, les différents projets décrivaient une vision d'une culture et d'un mode de vie différents qui pourraient être développés davantage.
En 1991, le Gaia Trust a convoqué une réunion au Danemark de représentants d'éco-communautés pour discuter des stratégies visant à développer davantage le concept d'écovillage. Cela a conduit à la formation du Global Ecovillage Network. En 1994, le Service d'information des écovillages a été lancé. En 1995, la première conférence internationale des membres des écovillages, intitulée Écovillages et communautés durables pour le XXIe siècle, s'est tenue à Findhorn, en Écosse. Le mouvement a rapidement grandi à la suite de cette conférence.
En 2001, GEN a obtenu le statut consultatif auprès du Conseil économique et social des Nations unies (ECOSOC). En octobre 2005, lors de la conférence célébrant le dixième anniversaire du GEN, un groupe de jeunes adultes s'est joint pour fonder NextGEN (la prochaine génération du Global Ecovillage Network). Le GEN n'a pas de procédure de vérification pour sélectionner les écovillages ou les abonnements des membres sur son site Internet. Un outil d'évaluation de la durabilité communautaire a été développé pour fournir un moyen d'évaluer dans quelle mesure un écovillage particulier réussit à améliorer sa durabilité.

## Membres
Le réseau comprend des manifestations diverses d'écovillages et de communautés durables :
- des villes écologiques, telles qu'Auroville dans le sud de l'Inde et la Fédération de Damanhur en Italie ;
- des écovillages ruraux, tels que Gaia Asociación en Argentine et Huehuecoyotl, au Mexique ;
- des sites de permaculture, dont Crystal Waters, en Australie, Cochabamba en Bolivie et Barus, au Brésil ;
- des projets de rajeunissement urbain, tels que Los Angeles EcoVillage et Christiania à Copenhague ;
- des centres éducatifs, tels que la Fondation Findhorn en Écosse, le Centre for Alternative Technology au Pays de Galles et le Ecovillage Training Center au Tennessee.

## But
L'objectif du Global Ecovillage Network est « de soutenir et d'encourager l'évolution des établissements durables à travers le monde. » Le réseau le fait à travers
- Son service de communication interne et externe ; la facilitation, la circulation et l'échange d'informations sur les écovillages et les sites de démonstration ;
- La mise en réseau et la coordination de projets dans les domaines liés aux établissements durables ;
- la coopération et les partenariats mondiaux (ONU Best Practices, UE Phare, EYFA, ECOSOC).

## Régions
Le GEN est divisé en cinq sous-organisations régionales : Afrique (GEN Africa), Europe (GEN Europe), Amérique latine (CASA), Amérique du Nord (GENNA)  et Océanie et Asie (GENOA).